# ساکاماسای
ساکاماسای (به لاتین: Sakamasay) یک منطقهٔ مسکونی در ماداگاسکار است که در آتسیمو-آندرفانا واقع شده‌است.